# Henryk Nowina-Czerny

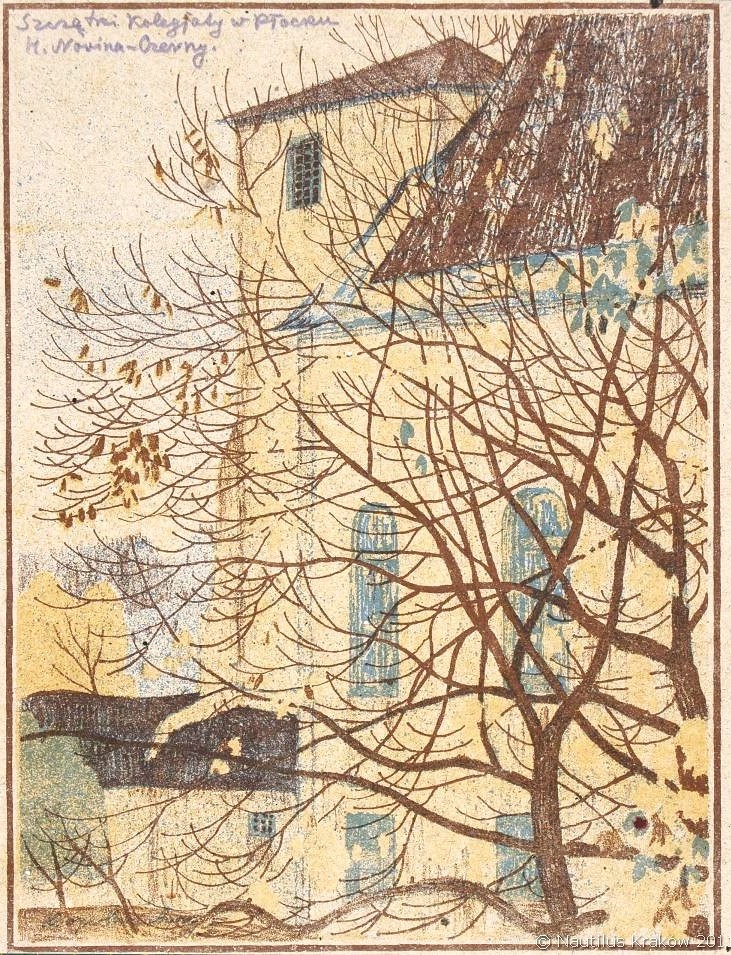
Szczątki kolegiaty w Płocku – autolitografia Henryka Nowiny-Czernego, 1921

Henryk Nowina-Czerny h. Nowina (ur. 1888, zm. 11 listopada 1957 w Toronto) – polski malarz, grafik, plakacista i projektant wnętrz.

## Życiorys
Jego przodkowie pochodzili ze Szwajcarii, skąd przybyli do Polski. Od miana rodowego „Schwarz” nazwali się „Czernymi”.
Był absolwentem warszawskiej Szkoły Sztuk Pięknych, w której kształcił się od 1909.
W czerwcu 1919 przebywał w Płocku. Razem z innymi artystami związanymi z tym miastem – Wandą Szrajber, Franciszkiem Szwochem i Tadeuszem Miszewskim – zaangażował się w organizację ekspozycji charytatywnej. Wspomniana trójka wystawiła 174 obrazy. Dwadzieścia procent z dochodu ze sprzedaży biletów wstępu na wystawę zostało przeznaczonych na wypoczynek dla najuboższych dzieci.
W 1920 wraz z Felicjanem Kowarskim i Henrykiem Szczyglińskim założył w Toruniu Zakład Graficzny „Sztuka”, który działał do 1923. Artyści zajmowali się projektowaniem prospektów reklamowych, opakowań, okładek książek oraz plakatów propagandowych i litografii o tematyce religijnej. W latach 1925–1930 był partnerem w Agencji Grafik (lub Atelier Grafik), założonej z inicjatywy Emila Lindemana i przez niego kierowanej.
Ponadto wykonywał opracowania graficzne książek. Ilustrował je, ale przede wszystkim projektował okładki, których w latach 20. stworzył bardzo wiele. W późniejszym czasie został zaangażowany do wykonania dekoracji artystycznej wnętrza Pawilonu Polskiego na Wystawie Światowej w Liège w 1930. Otrzymał za nią Grand Prix. W 1933 był jednym z założycieli Koła Artystów Grafików Reklamowych.
W 1939 opuścił kraj. Zmarł na emigracji.

## Wybrana twórczość

### Ilustracje, okładki i opracowania graficzne książek
- Życie zaczyna się dopiero jutro (okładka), aut. Clifford Geoffrey, wyd. Biblioteka Domu Polskiego, 1927
- Kobiety w życiu wielkich ludzi (okładka), aut. Stanisław Wotowski, wyd. Biblioteka Domu Polskiego, 1928
- Gdy zegar wybija jedenastą... (okładka), aut. John Golden, wyd. Biblioteka Domu Polskiego, 1928
- Synowie Kaina (okładka), aut. Aleksander M. Jawornicki, wyd. Biblioteka Domu Polskiego, 1928
- Księga tułaczy (okładka), aut. C. Tormay, wyd. Biblioteka Domu Polskiego, 1928
- Na złotych falach Yangtse (okładka), aut. Arthur Mills, wyd. Biblioteka Domu Polskiego, 1928
- Sprawa Bombille’a (okładka), aut. Jarl Priel, wyd. Biblioteka Domu Polskiego, 1928
- Barykady (okładka), aut. J. Maciejowski, wyd. Biblioteka Domu Polskiego
- Dramat serc, aut. A hr. Tołstoj, wyd. Stanisław Cukrowski
- Młyn nad Sałgirem (okładka), aut. Anna Zahorska, wyd. Stanisław Cukrowski, 1929
- Różnemi oczyma (okładka), aut. Jurij Sliozkin, wyd. Stanisław Cukrowski, 1929
- Wynalazca (okładka), aut. P. Uspienskij, wyd. Stanisław Cukrowski, 1929
- Kobiety w życiu Napoleona (okładka), aut. A. Louis, wyd. Stanisław Cukrowski, 1929
- Majaki (okładka), aut. Józef Maciejowski, wyd. Stanisław Cukrowski, 1929
- Rocznik 1902 (okładka), aut. Ernest Glaeser, wyd. Towarzystwo Wydawnicze „Rój”, 1929
- Kuglarz, aut. William J. Locke, wyd. Towarzystwo Wydawnicze „Rój”, 1932
- Błąkające się zwierzę – Opowieść z północnej Kanady (okładka), aut. Louis-Frédéric Rouquette, wyd. Stanisław Cukrowski, 1932
- Burdian (okładka), aut. Michał Zevaco, wyd. Księgarnia J. Przeworskiego, 1932
- Mrówki (okładka), aut. Hans Heinz Evers, wyd. Towarzystwo Wydawnicze „Rój”, 1932
- Stefan Batory, aut. E. Jezierski, wyd. Wydawnictwo Stanisława Cukrowskiego, 1934
- Czarny jar (okładka), aut. Hans Fallada, Instytut Wydawniczy „Plan”, 1938

### Plakaty
- Spirytus skażony – Trucizna – Picie denaturatu powoduje śmierć, 1930
- Vodka Wyborowa, 1931

### Grafiki
- Szczątki kolegiaty w Płocku, 1921 – (autolitografia barwna)
- Matko nie żałuj dziecku cukru – Cukier wzmacnia kości – reklama

### Druki akcydensowe
- Alleluja – Wesołych Świąt, ok. 1920 – pocztówka